# Rob Kardashian
Robert Arthur Kardashian (Los Angeles, 17 de março de 1987), é um empresário americano,, conhecido por participar dos programas Keeping Up with the Kardashians, que relatam o dia-a-dia da família Kardashian.
É o filho mais novo de Kris Jenner e Robert Kardashian falecido em 2003. Ele é o irmão caçula de Kourtney Kardashian, Kim Kardashian e Khloé Kardashian e também é o meio-irmão maior por parte de mãe de: Kendall Jenner e Kylie Jenner. Rob se tornou pai de Dream Renee Kardashian (nascida em 2016), fruto do seu relacionamento com Blac Chyna.

## Biografia
Rob é formado em administração pela Universidade do Sul da Califórnia dos Estados Unidos. Ele é um modelo da agência Nous Model Management. Atualmente tem sua própria marca de meias, chamada Arthur George, em homenagem ao seu pai.

## Televisão
- Keeping Up with the Kardashians
- Khloé & Lamar
- Dancing with the starsg

## Ligações Externas
- Rob Kardashian. no IMDb.
- Rob Kardashian no X